# Sライン (ユタ・トランジット・オーソリティー)
Sライン（英語: S Line）は、アメリカ合衆国の都市・ソルトレイクシティの路面電車（ストリートカー）。ユタ州における初の近代的なストリートカーとして2013年に開通した路線で、ソルトレイクシティの他の公共交通機関と共にユタ・トランジット・オーソリティー（Utah Transit Authority、UTA）によって運営されている。

## 歴史
Sラインが経由する区間は、元々デンバー・アンド・リオグランデ・ウェスタン鉄道（Denver and Rio Grande Western Railroad、D&RGW）が開通させた路線で、沿線の貨物輸送にも用いられていた。同社は様々な経緯を経てユニオン・パシフィック鉄道に吸収されたが、2002年にユタ・トランジット・オーソリティーは同区間を含めたソルトレイクシティ周辺のユニオン・パシフィック鉄道の路線を買収した。そして2006年、発展を続ける郊外地域のサウスソルトレイクとソルトレイクシティのシュガーハウス地区を結ぶ公共交通機関として、買収した鉄道路線を活用したストリートカーを建設する計画を始動させた。
計画に際しては運輸省からの助成金も受け、2012年から建設が実施された。そして2013年12月8日、全長2マイル (3.2 km)の路線の営業運転が開始された。当初は全区間単線であったが、利用客の大幅な増加を踏まえた運行頻度の増加を目的に300イースト（300 East staiton） - 500イースト（500 East station）電停の間の複線化工事が2018年6月から行われ、翌2019年4月に完了式典が開催されている。
今後も延伸や複線区間の拡張が予定されており、2024年から2026年にかけて工事が実施される事になっている。

## 電停一覧
2024年現在、Sラインは7箇所に電停を有する全長2マイル (3.2 km)の路線を有しており、「720号線」という系統番号で位置づけられている。セントラル・ポアント電停（Central Pointe station）でユタ・トランジット・オーソリティーが運営するライトレールであるTRAXと接続している他、多くの電停は近くに乗り換え可能なバス停が存在する。
| Sライン 電停一覧 | Sライン 電停一覧     | Sライン 電停一覧 | Sライン 電停一覧             | Sライン 電停一覧 |
| 写真             | 電停名               | 接続交通機関     | 備考・参考                   |                  |
| ---------------- | -------------------- | ---------------- | ---------------------------- | ---------------- |
|                  | Central Pointe       | TRAX 路線バス    | パークアンドライド施設を整備 |                  |
|                  | South Salt Lake City |                  |                              |                  |
|                  | 300 East             |                  |                              |                  |
|                  | 500 East             |                  |                              |                  |
|                  | 700 East             |                  |                              |                  |
|                  | Sugarmont            |                  |                              |                  |
|                  | Fairmont             |                  |                              |                  |

## 車両

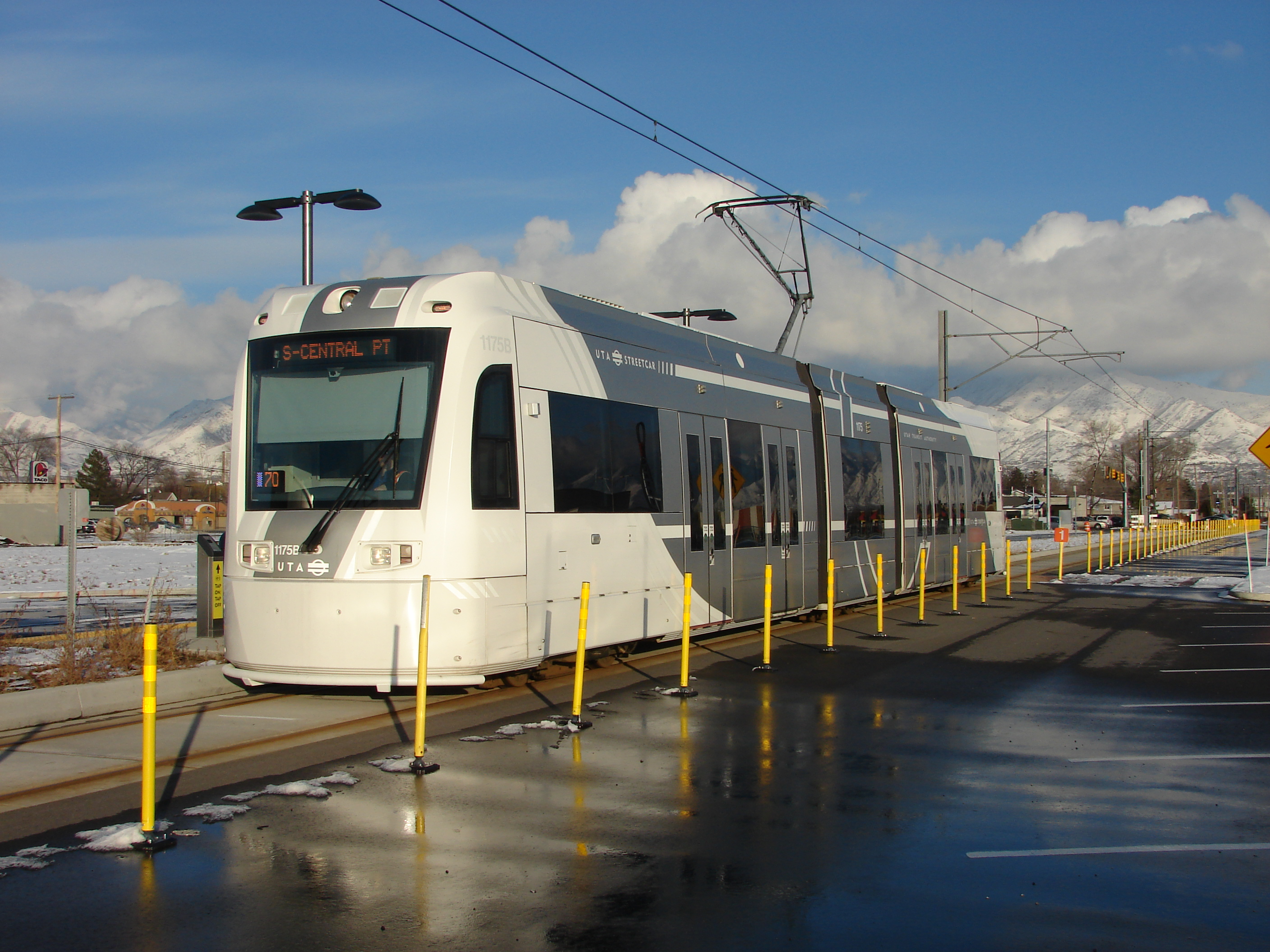
S70（2016年撮影）

Sラインで使用されているのは、シーメンスが展開する部分超低床式連節車のS70である。TRAXでも同型車両が運行しているが、Sライン用の車両は銀色と白色を主体とした塗装となっている他、連結運転を行わず単独で使用される。また、最高速度も 25マイル毎時 (40 km/h)に抑えられている。